# Afua Richardson
Afua Richardson es una artista afro-nativoamericana. Hizo portadas para cinco números de la serie de Marvel Comics World of Wakanda y arte para una historia corta del primer número. Su cómic, Genius, con los guionistas Marc Bernardin y Adam Freeman ganó el Pilot Season de Top Cow en 2008. Ilustró un poema de Langston Hughes en 2014 para el Mes de la Historia Negra, e hizo portadas variantes para varios títulos de cómics, incluido All Star Batman para DC Comics, Attack on Titan para Kodansha, Mad Max para Vertigo, así como portadas y portadas variantes para X-Men '92, Totally Awesome Hulk, Shuri y el Capitán América y los Poderosos Vengadores en Marvel Comics. Fue una de las pocas mujeres artistas afroamericanas que eran empleadas por las "dos grandes" editoriales de cómics en el momento en que ella ingresó a la industria.

## Biografía
Richardson se crio en la ciudad de Nueva York. De una familia de científicos, estudió flauta clásica desde los nueve años. Como flautista, actuó con conjuntos en el Carnegie Hall y en Soul Train. También actuó con Sheila E. y Parliament-Funkadelic.